# Bitwa białostocko-mińska
Bitwa białostocko–mińska – niemiecka operacja strategiczna przeprowadzona przez Grupę Armii „Środek” podczas wkraczania na teren wschodniej Polski i Białoruskiej SRR w czasie pierwszych dni operacji „Barbarossa”. Bitwa trwała od 22 czerwca do 9 lipca 1941 roku. Jej cel, którym było okrążenie Armii Czerwonej wokół Mińska, został osiągnięty. Wszystkie poważniejsze kontrataki Sowietów i próby przebicia się nie powiodły się, tym samym obrońcy zostali pokonani, a Wehrmacht wziął do niewoli olbrzymią liczbę radzieckich jeńców wojennych (według niemieckich źródeł było to ponad 300 000 jeńców wojennych).

## Wstęp
Grupa Armii „Środek” dowodzona przez feldmarszałka Fedora von Bocka miała za zadanie atak z Polski na osi Białystok–Mińsk–Smoleńsk w kierunku Moskwy. W skład grupy wchodziły 9. i 4 Armia. Jednostkami pancernymi tej grupy były 3 Grupa Pancerna Hotha i 2 Grupa Pancerna Guderiana. Dwie armie piechoty liczyły po 33 dywizje, a grupy pancerne liczyły z kolei po 9 dywizji pancernych, 6 zmotoryzowanych i 1 kawalerii. Grupa Armii „Środek” mogła liczyć na pomoc 2 Floty Powietrznej Luftwaffe.
Naprzeciw niemieckich wojsk stanął Front Zachodni Armii Czerwonej dowodzony przez gen. armii Dmitrija Pawłowa. W skład frontu wchodziły 3., 4. i 10 Armia wzdłuż granicy. 13 Armia trzymana była jako rezerwa naczelnego dowództwa Stawki i wstępnie istniała tylko jako oddział kwatery głównej, bez wydzielonych zadań. Razem radziecki Front Zachodni posiadał 25 dywizji strzeleckich i kawalerii, 13 dywizji pancernych i 7 dywizji zmotoryzowanych.
Jednostki Armii Czerwonej stacjonujące na Białorusi miały za zadanie odpowiedzieć na atak Niemców w sposób jak najbardziej zajadły, prowadząc działania wojenne na terenie Polski okupowanej przez III Rzeszę. Front jednak wykazywał się dużymi niedoborami wzdłuż flanek, co spowodowane było wyznaczeniem linii demarkacyjnej po podziale Polski w 1939 roku. I to właśnie Oberkommando des Heeres (OKH) wykorzystało tę sytuację odcinając większość sił Frontu Zachodniego Armii Czerwonej od innych jednostek w podwójnym okrążeniu umiejscowionym w rejonie Białegostoku i Nowogródka, znajdującym się na zachód od Mińska.

## Siły obu stron

### Radzieckie
- Front Zachodni (gen. armii Dmitrij Pawłow, oficer operacyjny gen. Iwan Bołdin)
  - 3 Armia (gen. por. Wasilij Kuzniecow)
  - 4 Armia (gen. mjr Aleksandr Korobkow)
    - (w tym 6 Dywizja Strzelecka)

  - 10 Armia (gen. mjr Konstantin Gołubiew)
    - (w tym 6 Korpus Zmechanizowany[4])

  - Siły drugiego rzutu (spodziewane formacje)
    - 13 Armia (gen. por. Piotr Fiłatow)

### Niemieckie

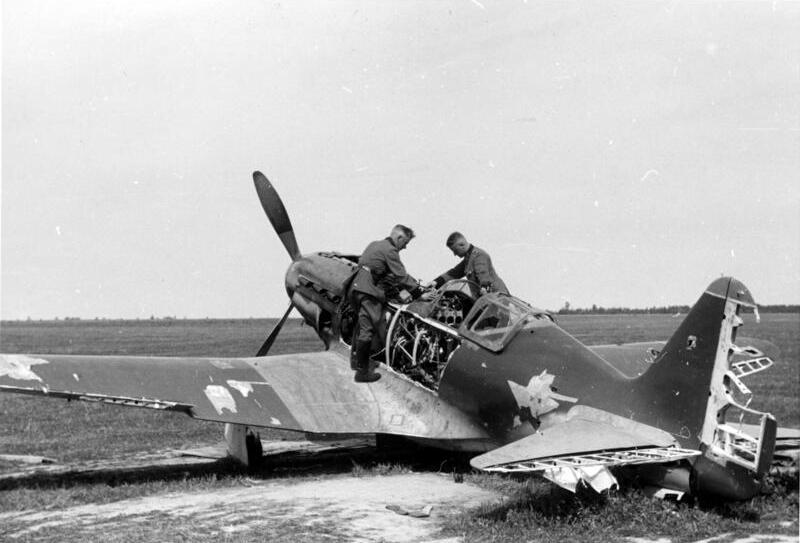
Zniszczony myśliwiec MiG-3 na zbombardowanym radzieckim lotnisku polowym pod Białymstokiem

- Grupa Armii „Środek” (feldmarszałek Fedor von Bock)[5]
  - 4 Armia (gen. płk Günther von Kluge)
    - VII Korpus Armijny
    - IX Korpus Armijny
    - XIII Korpus Armijny
    - XLIII Korpus Armijny

  - 3 Grupa Pancerna (gen. płk Hermann Hoth)
    - XXXIX Korpus Zmotoryzowany
    - LVII Korpus Zmotoryzowany
    - V Korpus Armijny
    - VI Korpus Armijny

  - 9 Armia (gen. płk Adolf Strauß)
    - VIII Korpus Armijny
    - XX Korpus Armijny
    - XLII Korpus Armijny

  - 2 Grupa Pancerna (gen. płk Heinz Guderian)
    - XXIV Korpus Pancerny
    - XLVI Korpus Pancerny
    - XLVII Korpus Pancerny
    - XII Korpus Armijny

### Czołgi
22 czerwca 1941 roku siły pancerne obu stron w rejonie operacyjnym radzieckiego Frontu Zachodniego były następujące:
| Niemieckie korpusy                              | Niemieckie dywizje                       | Łączna liczba niemieckich czołgów | Czołgi z 37 mm armatą (w tym PzKpfw 38(t) i PzKpfw III) | Czołgi z 50 mm lub większą armatą (w tym PzKpfw III i PzKpfw IV) |
| ----------------------------------------------- | ---------------------------------------- | --------------------------------- | ------------------------------------------------------- | ---------------------------------------------------------------- |
| XXXIX Korpus Zmotoryzowany                      | 7 Dywizja Pancerna, 20 Dywizja Pancerna  | 494                               | 288                                                     | 61                                                               |
| LVII Korpus Zmotoryzowany                       | 12 Dywizja Pancerna, 19 Dywizja Pancerna | 448                               | 219                                                     | 60                                                               |
| XLVII Korpus Pancerny                           | 17 Dywizja Pancerna, 18 Dywizja Pancerna | 420                               | 99                                                      | 187                                                              |
| XLVI Korpus Pancerny                            | 10 Dywizja Pancerna                      | 182                               | 0                                                       | 125                                                              |
| XXIV Korpus Pancerny                            | 3 Dywizja Pancerna, 4 Dywizja Pancerna   | 392                               | 60                                                      | 207                                                              |
| Jakakolwiek inna jednostka Grupy Armii „Środek” |                                          | 0                                 | 0                                                       | 0                                                                |
| Razem                                           |                                          | 1936                              | 666                                                     | 640                                                              |

| Radzieckie korpusy                  | Radzieckie dywizje             | Łączna liczba radzieckich czołgów | T-34 i KW |
| ----------------------------------- | ------------------------------ | --------------------------------- | --------- |
| 11 Korpus Zmechanizowany            | 29., 33., 204.                 | 414                               | 20        |
| 6 Korpus Zmechanizowany             | 4., 7., 29.                    | 1131                              | 452       |
| 13 Korpus Zmechanizowany            | 25., 31., 208.                 | 282                               | 0         |
| 14 Korpus Zmechanizowany            | 22., 30., 205.                 | 518                               | 0         |
| 7 Korpus Zmechanizowany             | 14., 18., 1.                   | 959                               | 103       |
| 5 Korpus Zmechanizowany             | 13., 17. (109. nie w składzie) | 861                               | 17        |
| 17 Korpus Zmechanizowany            | nie w pełni sformowane         | 63                                | nieznane  |
| 20 Korpus Zmechanizowany            | nie w pełni sformowane         | 94                                | nieznane  |
| (samodzielna)                       | 57 Dywizja                     | 200                               | 0         |
| Czołgi w różnych innych jednostkach | dywizje strzeleckie itp.       | niewliczone                       | –         |
| Razem                               |                                | 4522                              | 592       |

## Przebieg bitwy

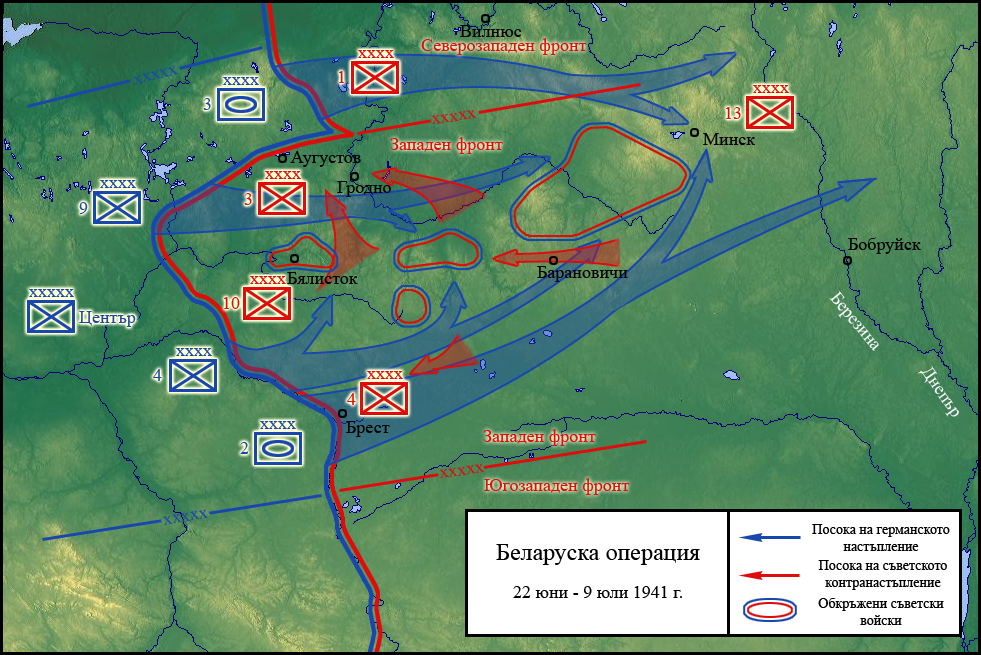
Mapa pokazująca kierunki uderzeń wojsk niemieckich, kontrataki wojsk radzieckich i kotły z okrążonymi siłami Armii Czerwonej

Tzw. w terminologii wojskowej kocioł, który tworzyła Armia Czerwona i który wbijał się klinem w terytorium Polski okupowanej przez III Rzeszę, ze swoim centrum w Białymstoku, był kluczowy dla OKH. Poza Białymstokiem, Mińsk był podstawowym węzłem kolejowym i punktem obronnym na głównym szlaku drogowym i kolejowym w kierunku Moskwy.
Częściowo zamknięta w sidłach niemieckiej operacji była także część 11 Armii Frontu Północno–Zachodniego. Na północy zaatakowała 3 Grupa Pancerna odcinając 11 Armię od Frontu Zachodniego i przekraczając rzekę Niemen. 2 Grupa Pancerna przekroczyła rzekę Bug i weszła 60 km w głąb terytorium radzieckiego do 23 czerwca. Celem tych dywizji pancernych było połączenie się na wschód od Mińska i uniemożliwienie jakimkolwiek jednostkom Armii Czerwonej wycofanie się z okrążenia. Działając wraz z grupami pancernymi, 9. i 4 Armia przecięły radziecki kocioł i zaczęły okrążać siły radzieckie wokół Białegostoku. 23 czerwca radziecka 10 Armia próbowała kontrataku w zgodzie z planami przedwojennymi. Kontratak jednak się nie powiódł. 24 czerwca gen. Pawłow rozkazał gen. Bołdinowi objąć dowództwo nad 6. i 11 Korpusem Zmechanizowanym oraz 6 Korpusem Kawalerii w celu podjęcia kontrataku w kierunku Grodna, aby uniemożliwić okrążenie jednostek Armii Czerwonej wokół Białegostoku. Kontratak ten również się nie powiódł, Sowieci ponieśli potężne straty, chociaż niektóre jednostki zdołały wyrwać się z okrążenia.

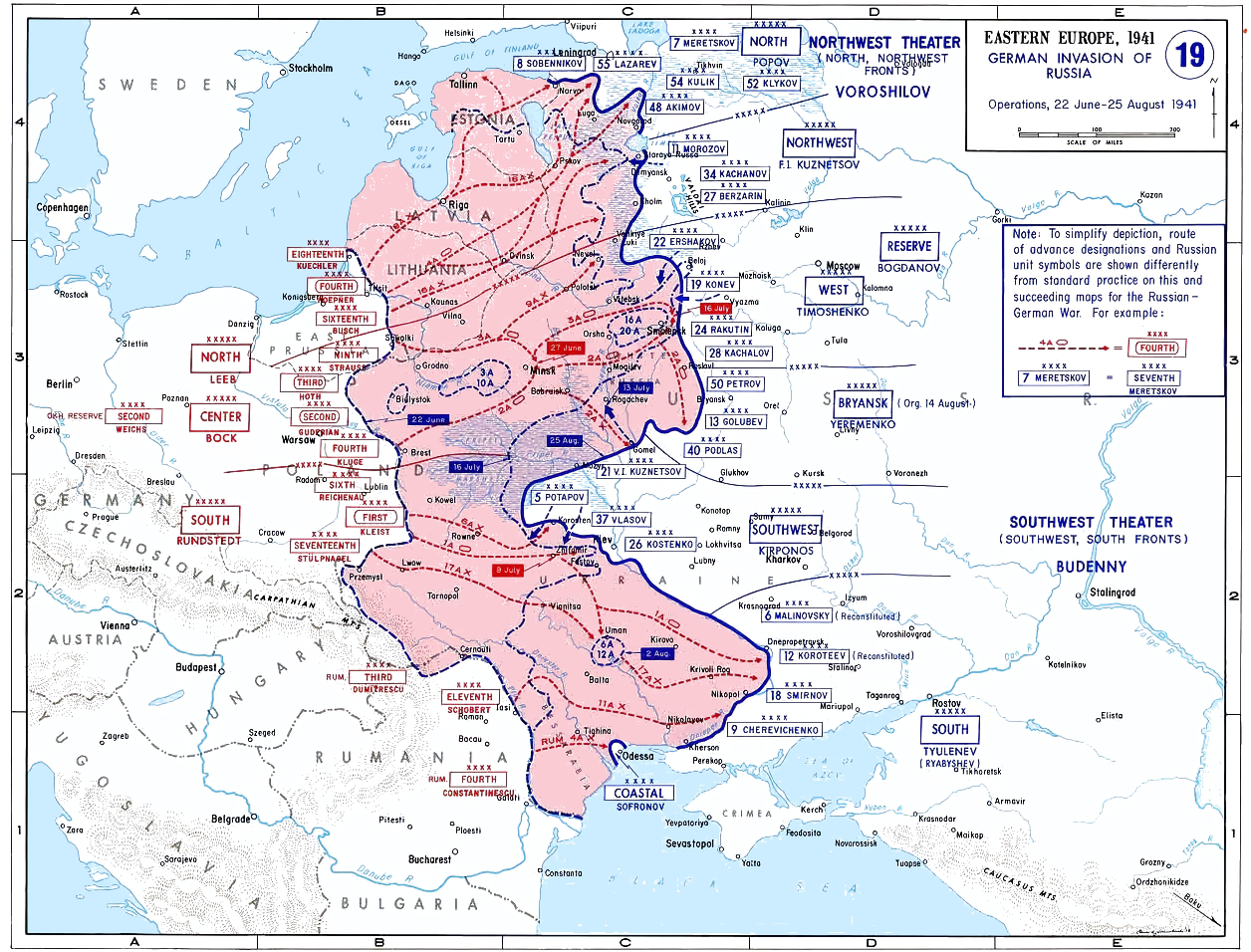
Przebieg inwazji państw Osi na Związek Radziecki pomiędzy 22 czerwca a 25 sierpnia 1941 roku

Wieczorem 25 czerwca niemiecki XLVII Korpus Pancerny wbił się klinem pomiędzy Słonimem a Wołkowyskiem zmuszając Pawłowa do wydania rozkazu wycofania wszystkich wojsk w kotle za rzekę Szczara przy miejscowości Słonim w celu uniknięcia okrążenia. Większość formacji z powodu braku paliwa musiała się wycofywać pieszo. Odwrót ten otworzył drogę na Mińsk od strony południowej.
Pięć dni po rozpoczęciu inwazji, 27 czerwca, zamknęły się „nożyce” grup pancernych Guderiana i Hotha na wschód od Mińska. Grupy te wdarły się na odległość 321 km w głąb terytorium Związku Radzieckiego, co stanowiło prawie ⅛ odległości do Moskwy. Było to niesłychane w historii wojskowości osiągnięcie. Dzień później, 28 czerwca, 9. i 4 Armia niemiecka połączyły się na wschód od Białegostoku, rozdzielając tym samym okrążone wojska radzieckie na dwie części – mniejszą białostocką, w skład której wchodziła 10 Armia radziecka i większą nowogródzką, w skład której wchodziły armie 3. i 13. Ostatecznie w ciągu 17 dni radziecki Front Zachodni stracił 420 000 żołnierzy z ogólnej liczby 625 000. 29 czerwca 1941 roku stolica Białorusi – Mińsk, została zdobyta przez Niemców.
Drugi kontratak Armii Czerwonej przeprowadzony przez 20 Korpus Zmechanizowany i 4 Korpus Powietrznodesantowy nie powiódł się także, okrążenie nie zostało przerwane i tym samym 30 czerwca siły radzieckie zostały całkowicie zamknięte.
Niemieckie siły ostatecznie okrążyły i zniszczyły lub wzięły do niewoli jednostki radzieckiej 4 Armii w sile ok. 20 dywizji, podczas gdy resztki 4 Armii uciekły w panice w kierunku rzeki Berezyna.
2 Flota Powietrzna Luftwaffe również przyczyniła się do zniszczenia Frontu Zachodniego, co się tyczy jego jednostek lotniczych, niszcząc 1669 radzieckich maszyn przy stratach 276 swoich i 208 uszkodzonych. Po całym tygodniu walk całkowite siły Luftwaffe zmniejszyły się zaledwie do 960 maszyn.

## Skutki bitwy
Siły radzieckie walczyły pomimo ciężkiej sytuacji, co spowodowało duże straty w ludziach po stronie niemieckiej. Wiele z jednostek radzieckich, korzystając z małej mobilności niemieckiej piechoty, zdołało nawet wyrwać się z okrążenia.
Ogólnie Niemcy wzięli do niewoli 290 000 żołnierzy radzieckich (większość z nich zmarła z powodu nieludzkich warunków panujących w obozach jenieckich), zniszczyli 1500 dział i 2500 czołgów – mimo wszystko 250 000 czerwonoarmistów udało się uniknąć niewoli.
Szybki marsz na wschód był szansą na dotarcie Wehrmachtu do Smoleńska, skąd mógł być już planowany bezpośredni atak na Moskwę. Sytuacja taka sprawiała wrażenie totalnej klęski Związku Radzieckiego i samo OKW ogłosiło zwycięstwo już po kilku dniach od rozpoczęcia operacji „Barbarossa”. Pomimo tej radosnej atmosfery Adolf Hitler oskarżył dowódców jednostek pancernych o niepotrzebne luki pomiędzy nimi a jednostkami piechoty i nakazał tygodniową przerwę w marszu, aby piechota mogła dotrzeć do pozycji, które zajęły jednostki pancerne. Decyzja ta była przyjęta z dużym niezadowoleniem, dowódcy jednostek pancernych obawiali się, że przerwa taka może spowodować utratę impetu ofensywy.
Dowódca Frontu Zachodniego gen. Pawłow został wezwany do Moskwy i oskarżony o celową dezorganizację obrony i ucieczkę bez walki. Został on później rozstrzelany przez NKWD za tchórzostwo i niewykonanie obowiązków. Rodzina również była represjonowana. Rehabilitowano wszystkich dopiero w roku 1956. Wyjątkiem był gen. Iwan Bołdin, który został w pierwszych dniach inwazji odcięty od głównego frontu i który z ponad 1000 innych żołnierzy półtora miesiąca później przebił się do radzieckich linii.